# 로젠보리 백작 악셀 왕자

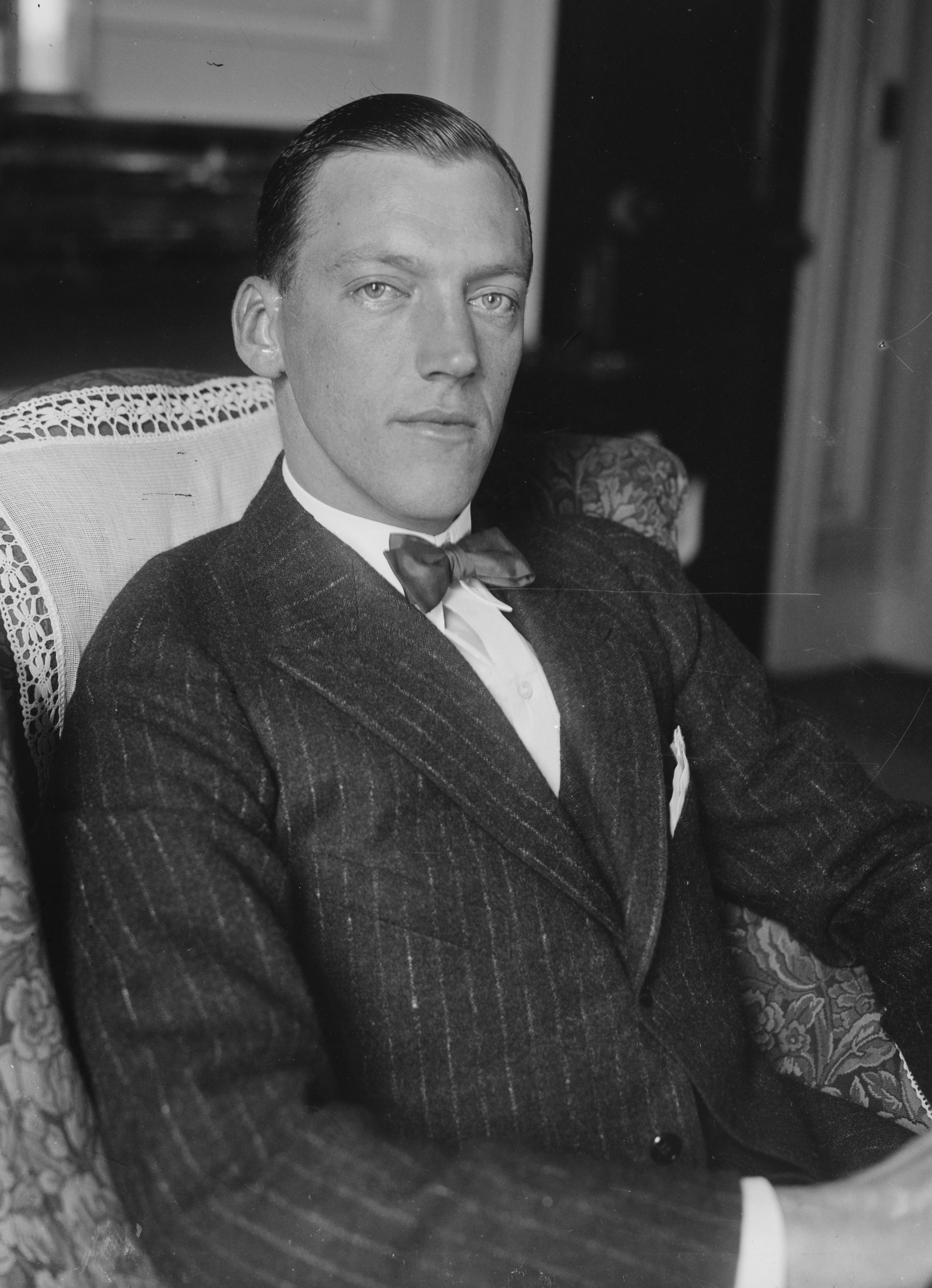
로젠보리 백작 악셀 왕자

로젠보리 백작 악셀 왕자(Prince Axel, Count of Rosenborg, 1888년 8월 12일 ~ 1964년 7월 14일)는 덴마크 왕실의 일원이자 사업가, 스포츠 행정가였다. 덴마크 왕자 발데마르와 오를레앙 공주 마리의 둘째 아들이자 덴마크의 크리스티안 9세 왕의 손자였다.